# ترویتسک، اوبلاست چلیابینسک
شهر ترویتسک، اوبلاست چلیابینسک (به روسی: Троицк) در کشور روسیه و در اوبلاست چلیابینسک واقع شده‌است.